# Cacciata dei progenitori dall'Eden
La Cacciata dei progenitori dall'Eden è un affresco (260x88 cm) di Masaccio facente parte della decorazione della Cappella Brancacci nella chiesa di Santa Maria del Carmine a Firenze. L'opera è databile al 1424-1425 circa e ritrae una famosa scena dell'Antico Testamento, ovvero l'espulsione di Adamo ed Eva dal Giardino dell'Eden, dal libro della Genesi.

## Storia

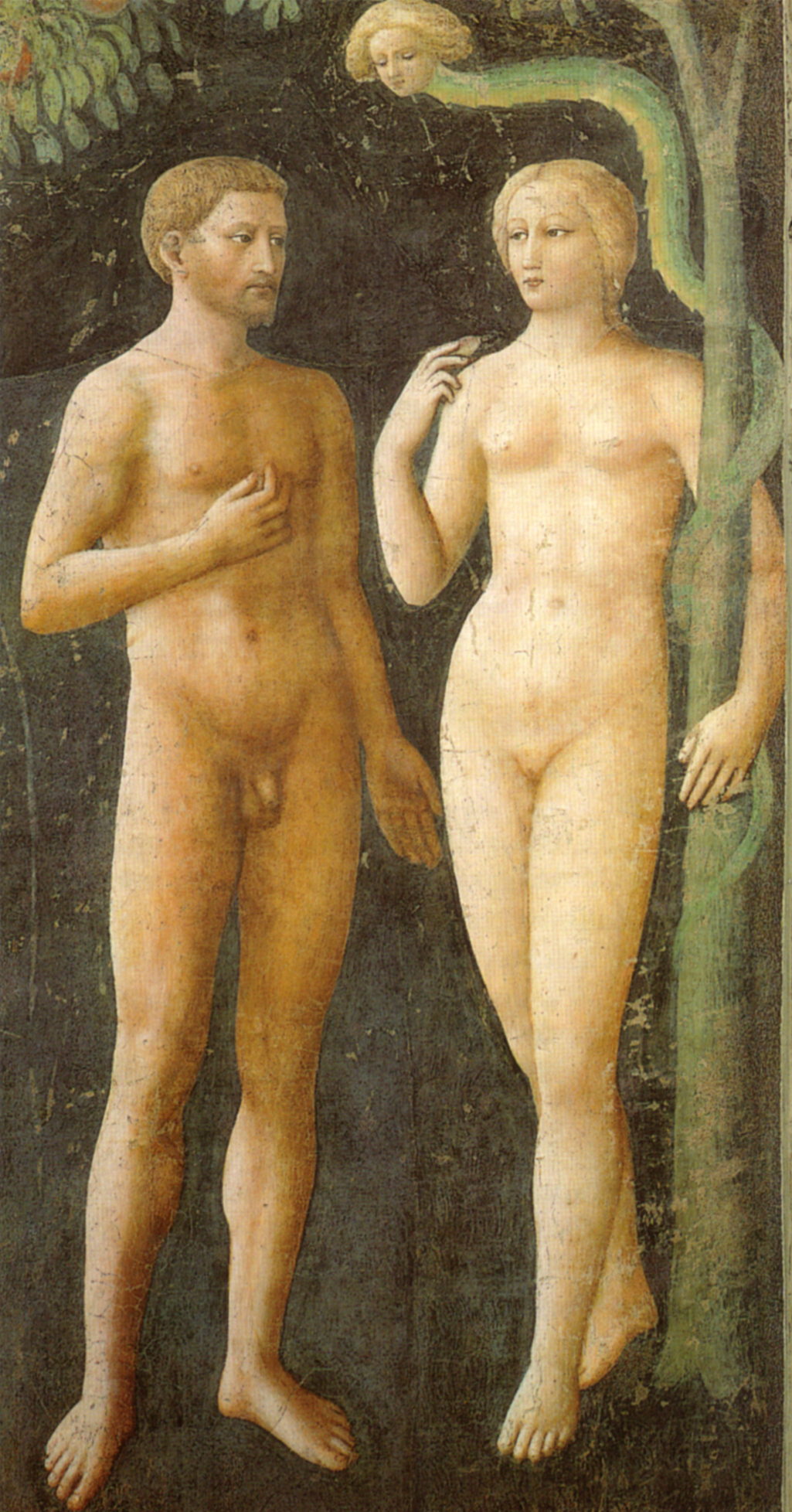
Tentazione di Adamo ed Eva di Masolino, sulla parete opposta

Gli affreschi della Cappella Brancacci sono un enigma per gli studiosi nella mancanza di documentazione ufficiale. Commissionati forse a Masolino, che aveva come aiutante il più giovane Masaccio, si sa solo, tramite testimonianze indirette, che dovevano essere iniziati nel 1424 e che nel 1425 vennero portati avanti dal solo Masaccio per la partenza di Masolino per l'Ungheria. Nel 1428 Masaccio partiva per Roma dove sarebbe morto di lì a poco.
La decorazione iniziò dal registro superiore, distrutto nel XVIII secolo, con le vele degli evangelisti, le due lunette (di Masolino) e due semilunette rispettivamente di Masaccio e di Masolino, delle quali sono state ritrovate tracce della sinopia. La decorazione proseguì nel registro mediano e poi in quello inferiore, che si sono conservati fino a noi. Nel 1436 con l'espulsione dalla città del committente Felice Brancacci, gli affreschi vennero definitivamente interrotti e in parte mutilati dei ritratti della famiglia Brancacci. Solo una cinquantina d'anni dopo, dal 1480, essi vennero completati da Filippino Lippi, che cercò di adattare la sua arte allo stile del primo Rinascimento. 
Gli affreschi vennero ammirati e studiati da generazioni intere di artisti fiorentini. Lo stesso Michelangelo copiò le figure di Adamo ed Eva e del Tributo di Masaccio, e il disegno si è conservato fino a noi (Parigi, Louvre).
Nel 1642 le figure dei progenitori vennero coperte da sovrapinture di foglie di fico. Questa scena, salvata dalla ridipintura barocca della volta, ne uscì annerita dall'incendio del 1771 che distrusse gran parte della basilica. Solo con il restauro del 1983-1990 si è potuta riscoprire la brillante cromia originale e sono state eliminate le ridipinture.

## Descrizione
L'affresco della cacciata si trova in un riquadro alto e stretto sullo spessore dell'arcone che delimita la cappella, in posizione opposta rispetto a un soggetto simile dipinto da Masolino: il Peccato originale. Le due scene della Genesi aprivano il ciclo pittorico delle Storia di san Pietro e simboleggiavano la dannazione dell'umanità tramite l'errore dei progenitori, che poi veniva redenta tramite l'azione di san Pietro e quindi della Chiesa romana che da lui discese.
Adamo ed Eva sono raffigurati nudi, con immenso realismo. In questo caso si intuisce come anche i difetti, per altro minori (come la caviglia di Adamo un po' tozza), non siano dovuti a una mancanza di esperienza, ma a una ricerca di maggiore espressività. I due protagonisti sono rappresentati in espressioni di toccante dolore e condividono la loro colpa senza accusarsi a vicenda. 
Vi sono alcuni particolari che differenziano l'affresco dalla scena descritta nella Genesi:
1. La condizione della nudità di Adamo ed Eva (nella Genesi 3,21[1] compare infatti «E l'Eterno Iddio fece ad Adamo e alla sua moglie delle tuniche di pelle, e li vestì»).
2. La presenza di un solo cherubino (Genesi 3,24[2], «Così egli scacciò l'uomo; e pose ad oriente del giardino d'Eden i cherubini, che vibravano da ogni parte una spada fiammeggiante, per custodire la via dell'albero della vita.»)
3. Il particolare dell'arco a sinistra, che rappresenta la porta dell'Eden, non citato dal testo sacro.

Nell'opera di Masaccio, c'è una vera e propria frattura rispetto al filone tardogotico del passato, è scomparsa la compostezza di Masolino e i personaggi sono ritratti in una cupa disperazione, appesantiti sotto l'angelo che con la spada sguainata li espelle con volontà perentoria, con un'intensità fino ad allora inedita in pittura. 
I gesti sono eloquenti: mentre escono dalla porta del Paradiso, da dove provengono alcuni raggi divini, Adamo si copre il volto con le mani dallo sconforto e dal senso di colpa, ed Eva nasconde le nudità con vergogna e piange urlando, con una dolorosa espressione sul volto. In alto l'angelo della giustizia, con la spada, indica loro con durezza la via. Molti sono i dettagli di grande spessore, dai capelli madidi e appiccicaticci di Adamo (sulla Terra egli va incontro alla fatica e alla sporcizia), all'impostazione della figura dell'angelo, dipinto in scorcio come se stesse piombando dall'alto. 

### Modelli

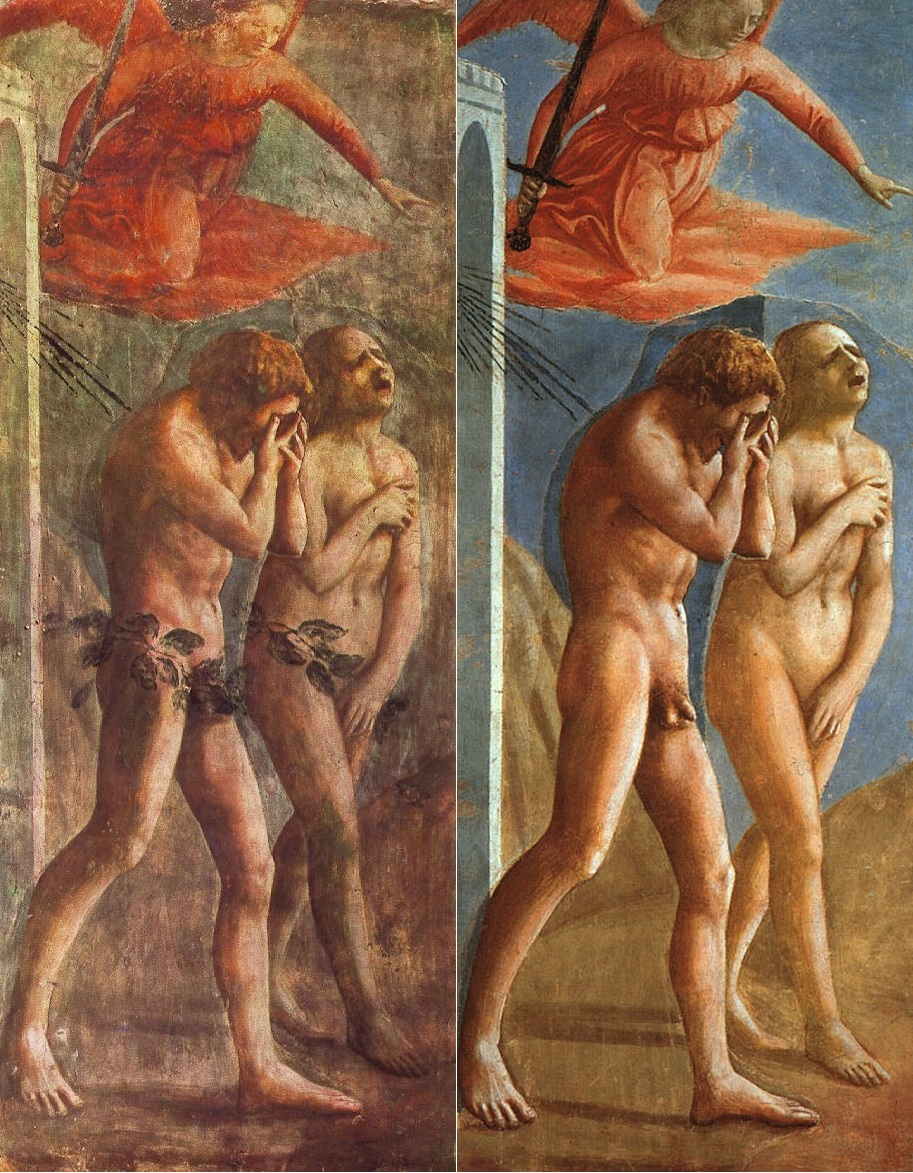
La Cacciata dei progenitori dall'Eden, prima e dopo il restauro

Si possono individuare diverse fonti d'ispirazione per la realizzazione dei due personaggi. Considerando Adamo, l'artista può aver preso spunto dalle diverse sculture di Marsia, personaggio della mitologia greca, e al dolente crocifisso di Donatello (1406-1408 circa). Per quanto riguarda Eva, c'è un chiaro riferimento dell'antico (Venere pudica), magari filtrato da Giovanni Pisano (Prudenza nel pulpito del Duomo di Pisa). In ogni caso Masaccio è estraneo a qualsiasi gusto "archeologico", cioè improntato a una fedele quanto sterile copia dall'antico, anzi le sue figure sono impregnate di una profondità ed espressività fino ad allora mai viste, nemmeno nell'arte antica. Gli stessi antichi commentatori parlarono di Masaccio come dell'"ottimo imitatore della Natura", non già come del resuscitatore dell'arte antica.

## Stile
La fortissima plasticità dei corpi, soprattutto quello di Adamo, dà uno spessore mai visto alle figure inserite saldamente sul terreno, su cui si proiettano le ombre della violenta illuminazione che colpisce dall'angolo in alto a destra. Essi sembrano infatti emergere dalla parete inondati dalla luce tagliente che, come realmente avviene dalla finestra della cappella, arriva da destra. 
Le loro figure manifestano una conoscenza dell'anatomia approfondita (come nel dettaglio del ventre contratto di Adamo), tradotta però sintetizzando i dettagli. I corpi sono così volutamente massicci, sgraziati, realistici, con alcuni errori (come la caviglia di Adamo) che però non fanno che accrescere l'immediatezza espressiva dell'insieme. Adamo è curvo, con la testa angosciosamente piegata in avanti, incamminandosi nell'arido deserto del mondo. I gesti dei due sono essenziali e contenuti, ma carichi di espressività, dove i riferimenti all'antico e al reale sono intrecciati con una profonda analisi psicologica dell'uomo. 
Le differenze di stile tra l'Adamo ed Eva di Masolino e quelli della Cacciata di Masaccio sono dopotutto perfette per rappresentare la differenza della condizione umana prima e dopo il peccato originale. Per questo l'Eden di Masolino è idilliaco, quello di Masaccio spaventosamente perduto. Quasi certamente fu una scelta consapevole dei due pittori quella di dividersi le due scene: tanto fu idealizzata la prima, quanto la seconda realistica. La pittura di Masaccio è comunque sobria e, mentre modella potentemente col chiaroscuro, si serve di una stesura quasi compendiaria, che si limita a descrivere gli elementi essenziali delle figure, tralasciando i dettagli.

## Retaggio
L'affresco di Masaccio è tra le più note rappresentazioni universali del paradiso perduto. A questa fece riferimento Jacopo della Quercia nella formella per la Porta Magna di San Petronio a Bologna (1425-1434). Inoltre sia Michelangelo che Raffaello la tennero bene a mente quando dovettero rappresentare questo episodio, rispettivamente nella volta della Cappella Sistina e nelle Stanze Vaticane. 
Nonostante questi importanti esempi, la Cacciata di Masaccio non ha affatto perso la sua forza, anzi è unanimemente considerata il capolavoro dell'artista, più ammirato anche del Tributo.